# Guida Appleton's

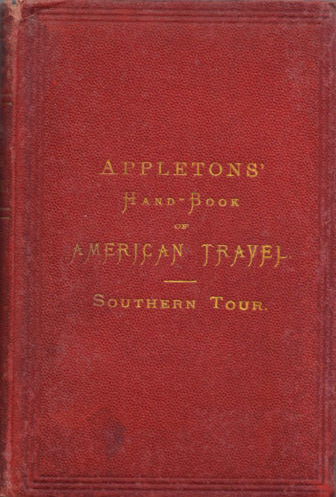
Appletons' Hand-Book of American Travel: Southern Tour, 1873

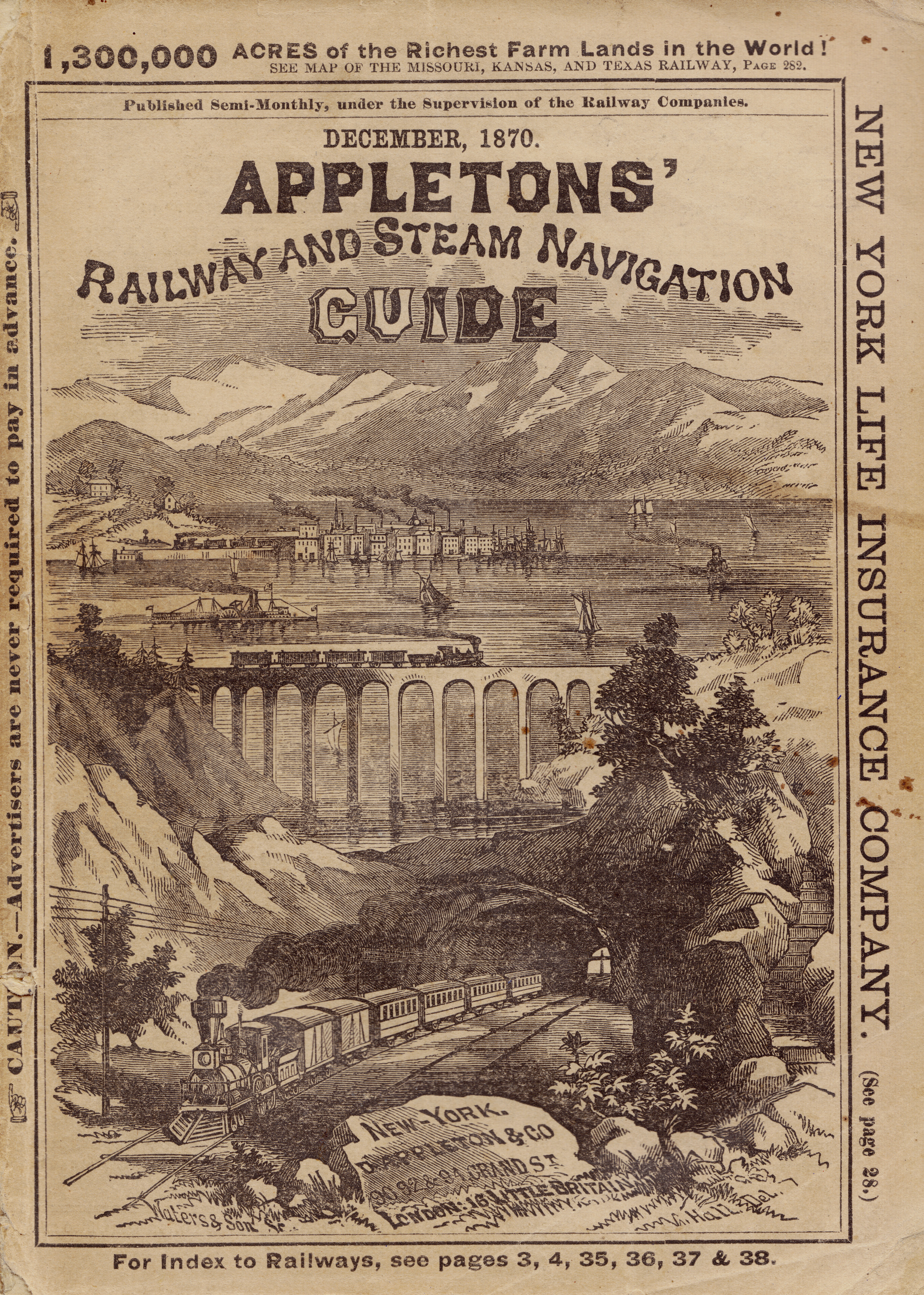
Appletons' Railway & Steam Navigation Guide, dicembre 1870

La Guida Appleton's è stata una serie di guide di turismo ferroviario create a partire dal 1840 e pubblicate da D. Appleton & Company.
Le guide erano un punto di riferimento per i turisti in viaggio nelle città degli Stati Uniti d'America al tempo raggiungibili in tempi sempre più brevi grazie al nuovo sistema di trasporto ferroviario in forte espansione. Dunque non solo venivano riportati gli orari e le stazioni ferroviarie di percorrenza ma anche piccoli cenni storici e luoghi da visitare in ogni singola città attraversata. Può essere considerata una delle prime guide turistiche di massa nel senso moderno del termine.
Successivamente sono state introdotte le guide per Europa, Canada e America Latina.

## Lista di Guide Appleton's per copertura geografica

### Europa
- Henry Morford, Appletons' Short-Trip Guide to Europe, New York, Appleton & Co., 1868.
- Appletons' European Guide Book Illustrated, New York, D. Appleton and Co., 1870.[4][5][6]
  -  Appletons' European Guide Book Illustrated, London, Longmans, Green, Reader, and Dyer, 1871.
- Appletons' European Guide Book, Part 1: Including England, Scotland, Ireland, France, Belgium, Holland, and Switzerland, New York, D. Appleton & Co., 1878.
  - 1886 ed.: p.1-421 + Index
- Appletons' European Guide Book, Part 2: Including Germany, Italy, Spain, Portugal, Russia, Denmark, Norway, Sweden, Greece, Egypt, Algeria, and the Holy Land, New York, D. Appleton & Co., 1878. p.399-815
  - 1881 ed.: p.425-950
  - 1888 ed.: p.423-916; index

### Canada
- Appletons' General Guide to the United States and Canada, New York, D. Appleton & Co., 1879–1901.
- Charles G.D. Roberts, Canadian Guide-book, D. Appleton & Co., 1891, OCLC 8079722.
- Eliza Ruhamah Scidmore, Appletons' Guide-Book to Alaska and the Northwest Coast: including the Shores of Washington, British Columbia, South Eastern Alaska, the Aleutian and the Seal Islands, the Bering and the Arctic Coasts, D. Appleton and Co., 1893.[7]

### Stati Uniti
- W. Williams, Appletons' Railroad and Steamboat Companion: being a Travellers' Guide through the United States of America, Canada, New Brunswick and Nova Scotia, New York, D. Appleton & Co., 1848, ISBN 0-665-42327-6.
- Template:List journal[8]
- Thomas Addison Richards, Appletons' Illustrated Hand-book of American Travel, New York, D. Appleton & Co., 1860.
  - 1865 ed.
- Appletons' Illustrated Hand-book of American Cities, New York, D. Appleton and Company, 1876. Index
- Appletons' Illustrated Hand-book of American Winter Resorts, New York, D. Appleton and Co., 1877.[9]
  - 1893 ed. + Index
- Appletons' General Guide to the United States and Canada, New York, D. Appleton & Co., 1879–1901.
  -  Appletons' General Guide to the United States and Canada, New York, D. Appleton & Co., 1893. Index[7]
- Appletons' Illustrated Hand-book of American Summer Resorts, 18th, New York, D. Appleton and Co., 1893.
  - 1894 ed. + Index

#### Nord & Est USA
- W. Williams, Appletons' New York City and Vicinity Guide, New York, D. Appleton & Company, 1849.
- W. Williams, Appletons' Northern and Eastern Traveller's Guide, New York, D. Appleton, 1851.
  - 1853 ed.; 1872 ed.
  -  Appletons' Handbook of American Travel: Northern and Eastern Tour, New York, D. Appleton, 1870.
- Edward H. Hall, Appletons' Hand-book of American Travel: Northern Tour, 9th, New York, D. Appleton & Co, 1867, OCLC 2635615.
- Appletons' Dictionary of New York and its Vicinity, 14th, New York, D. Appleton and Company, 1892.
  - 1903 ed.[10]
  - 1904 ed.
- Eliza Ruhamah Scidmore, Appletons' Guide-Book to Alaska and the Northwest Coast, D. Appleton and Co., 1893.

#### Sud & Ovest USA
- Edward H. Hall, Appletons' Hand-book of American Travel: the Southern Tour, New York, D. Appleton & Co, 1866.
  -  Charles H. Jones, Appletons' Hand-book of American Travel: the Southern Tour, New York, D. Appleton & Co, 1873. + Index
- Appletons' Hand-book of American Travel: Western Tour, New York, D. Appleton and Company, 1873. Index
- Florida for Tourists, Invalids and Settlers, New York, D. Appleton and Co., 1882.[9]
- Walter Lindley e J.P. Widney, California of the South ... Guide-Book to Southern California, D. Appleton and Company, 1888, OCLC 479825.
- James Wood Davidson, The Florida of To-day: a Guide for Tourists and Settlers, New York, D. Appleton and Company, 1889.
- Western and Southern States, Appletons' General Guide to the United States and Canada, New York, D. Appleton & Co., 1889. + Index

### America Latina
- Alfred Ronald Conkling, Appletons' Guide to Mexico, New York, D. Appleton & Co., 1884, OCLC 1667097.
  - 1893 ed. + Index
- E.C. Buley, North Brazil, South American Handbooks, New York, D. Appleton & Co., 1914.
- V. Levine, Colombia, South American Handbooks, New York, D. Appleton & Co., 1914.
- E.C. Vivian, Peru, South American Handbooks, New York, D. Appleton & Co., 1914.
- E.C. Buley, South Brazil, South American Handbooks, New York, D. Appleton & Co., 1920. + Index

## Televisione
Le Guide Appleton's sono diventate celebri grazie ai programmi televisivi Prossima fermata, America, Great Alaskan Railroad Journeys e Great Canadian Railroad Journeys (inediti in Italia) di Michael Portillo prodotti dalla BBC.